# Reprezentacja Szwecji w hokeju na lodzie mężczyzn
Reprezentacja Szwecji w hokeju na lodzie – kadra Szwecji w hokeju na lodzie mężczyzn.

## Selekcjonerzy
Od 2010 do 2016 trenerem reprezentacji był Pär Mårts. Jego następcą jeszcze w 2015 został ogłoszony dotychczasowy asystent w sztabie Rikard Grönborg. Stanowisko sprawował do 2019, po czym jego miejsce zajął anonsowany rok wcześniej Johan Garpenlöv. W październiku 2021 ogłoszono, że opuści on posadę po turnieju MŚ 2022. W grudniu 2021 ogłoszono, że jego następcą będzie Sam Hallam.

## Osiągnięcia
| - 1920 – 4. miejsce - 1924 – 4. miejsce - 1928 – Srebrny medal - 1932 – nie uczestniczyli - 1936 – 5. miejsce - 1948 – 4. miejsce - 1952 – Brązowy medal - 1956 – 4. miejsce - 1960 – 5. miejsce - 1964 – Srebrny medal - 1968 – 4. miejsce - 1972 – 4. miejsce - 1976 – nie uczestniczyli - 1980 – Brązowy medal - 1984 – Brązowy medal - 1988 – Brązowy medal - 1992 – 5. miejsce - 1994 – Złoty medal - 1998 – 5. miejsce - 2002 – 5. miejsce - 2006 – Złoty medal - 2010 – 5. miejsce - 2014 – Srebrny medal - 2018 – 5. miejsce - 2022 – 4. miejsce |  | - 1976 – 4. miejsce - 1981 – 5. miejsce - 1984 – 2. miejsce - 1987 – 3. miejsce - 1991 – 3. miejsce - 1996 – półfinał - 2004 – ćwierćfinał - 2016 – 3. miejsce (półfinał) - 1910 – 1914 bez udziału - 1921 – Złoty medal - 1922 – Srebrny medal - 1923 – Złoty medal - 1924 – Srebrny medal - 1925 – 1929 – bez udziału - 1932 – Złoty medal |

### Mistrzostwa Świata
| - 1930 – bez udziału - 1931 – 6. miejsce - 1933 – bez udziału - 1934 – bez udziału - 1935 – 5. miejsce - 1937 – 10. miejsce - 1938 – 5. miejsce - 1939 – bez udziału - 1947 – Srebrny medal - 1949 – 4. miejsce - 1950 – 5. miejsce - 1951 – Srebrny medal - 1953 – Złoty medal - 1954 – Brązowy medal - 1955 – 5. miejsce - 1957 – Złoty medal - 1958 – 5. miejsce - 1961 – 4. miejsce - 1962 – Złoty medal - 1963 – Srebrny medal - 1965 – Brązowy medal - 1966 – 4. miejsce - 1967 – Srebrny medal - 1969 – Srebrny medal |  | - 1970 – Srebrny medal - 1971 – Brązowy medal - 1972 – Brązowy medal - 1973 – Srebrny medal - 1974 – Brązowy medal - 1975 – Brązowy medal - 1976 – Brązowy medal - 1977 – Srebrny medal - 1978 – 4. miejsce - 1979 – Brązowy medal - 1981 – Srebrny medal - 1982 – 4. miejsce - 1983 – 4. miejsce - 1985 – 6. miejsce - 1986 – Srebrny medal - 1987 – Złoty medal - 1989 – 4. miejsce - 1990 – Srebrny medal - 1991 – Złoty medal - 1992 – Złoty medal - 1993 – Srebrny medal - 1994 – Brązowy medal - 1995 – Srebrny medal - 1996 – 6. miejsce |  | - 1997 – Srebrny medal - 1998 – Złoty medal - 1999 – Brązowy medal - 2000 – 7. miejsce - 2001 – Brązowy medal - 2002 – Brązowy medal - 2003 – Srebrny medal - 2004 – Srebrny medal - 2005 – 4. miejsce - 2006 – Złoty medal - 2007 – 4. miejsce - 2008 – 4. miejsce - 2009 – Brązowy medal - 2010 – Brązowy medal - 2011 – Srebrny medal - 2012 – 6. miejsce - 2013 – Złoty medal - 2014 – Brązowy medal - 2015 – 6. miejsce - 2016 – 6. miejsce - 2017 – Złoty medal - 2018 – Złoty medal - 2019 – 5. miejsce - 2021 – 9. miejsce - 2022 – 6. miejsce - 2023 – 6. miejsce |